# Беотійський союз
Беотійський союз — військово-політичний союз полісів (міст-держав), створений у 6 столітті до н. е. в Беотії з центром у місті Фівах (Середня Греція).
Основою Беотійського союзу стала амфіктіонія. Родова знать Фів прагнула використати Беотійський союз для підкорення союзників з метою позбавлення їх політичної самостійності і загарбання їхніх земель. Політика Фів викликала глибоке незадоволення союзників, і для збереження свого впливу в Беотійському союзі фіванська знать навіть звернулася за підтримкою до загарбників-персів. Після поразки Персії у греко-перських війнах Беотійський союз розпався. Союзники жорстоко розправились з фіванською знаттю. 446 до н. е. Беотійський союз був відновлений на демократичнішій основі при збереженні певних прав за полісами. Під час Пелопоннеських воєн Беотійський союз діяв разом зі Спартою.
Беотійський союз розпався в 4 столітті до н. е.